# 金光教打狗教會所
金光教打狗教會所是台灣日治時期高雄市曾經存在過的金光教禮拜場所，創建於明治四十四年（1911年），位於現今鼓山三路海巡署大樓後方，戰後時期被改建成羽球場，目前遺跡只剩下駁坎和大階梯。